# 歌門大輔
歌門 大輔（かもん だいすけ、1977年8月13日 - ）は、神奈川県出身の元サッカー選手、指導者。

## 来歴
2004年、指導者のキャリアを湘南ベルマーレでスタートさせる。同クラブのサッカースクールやU-18でコーチを務めた。
2007年からはヴェルディSS小山でコーチを務める。
2016年からはVONDS市原トップチームGKコーチを務めると同時に、2017年の第53回全国社会人サッカー選手権大会では選手としても登録された。
2020年、アンジュヴィオレ広島GKコーチに就任。
2024年、テゲバジャーロ宮崎トップチームGKコーチ就任。11月28日、退任が発表された。

## 所属クラブ
- 1993年 - 1996年 ベルマーレ平塚ユース[2]
- 2016年 - 2017年  VONDS市原[2]

## 指導歴
- 2004年 - 2007年 湘南ベルマーレ スクールコーチ兼U-18アシスタントコーチ
- 2004年 - 2007年 松蔭大学サッカー部 コーチ
- 2007年 - 2009年 ヴェルディサッカースクール小山 コーチ
- 2011年 - 2016年 千葉県立松戸高等学校サッカー部 ヘッドコーチ兼GKコーチ
- 2016年 - 2018年  VONDS市原 GKコーチ
- 2017年 - 2018年 江戸川大学サッカー部 GKコーチ
- 2018年 - 2019年  コノミヤ・スペランツァFC大阪高槻 GKコーチ
- 2019年 ノジマステラ神奈川相模原 ドゥーエ（U-18）監督
- 2020年  アンジュヴィオレ広島 GKコーチ
- 2021年  ASハリマアルビオン GKコーチ
- 2022年1月 - 2022年12月 AC長野パルセイロU-13 監督
- 2022年10月 - 2023年12月  AC長野パルセイロレディース GKコーチ
- 2024年  テゲバジャーロ宮崎 GKコーチ